# الحجار (عنابة)
الحجار بلدية تقع في ولاية عنابة بالجزائر. يبلغ عدد سكانها حوالي 40000 نسمة.و تبعد عن مركز الولاية ب11 كم ويوجد بها مصنع الحجار للحديد والصلب وهو أكبر مصنع للحديد في شمال أفريقيا، ومن أهم أحيائها حي 200 مسكن، حي 502 مسكن، حي150(450) مسكن، حي 20 أوت، حي المحطة، حي الحريشة، حي الكرمة، حي الجديد، حي عطوي، حي بوقطاية ,,
تعتبر ثانوية محمد كلوفي (ثانوية الحجار سابقا) من أهم معالم المدينة حيث تتلمذ بها عدة شخصيات وطنية

## دائرة الحجار
يشغل حاليا السيد بلال زعبالة منصب أمين عام لدائرة الحجار منذ سنة 2018 إلى يومنا هذا،
مهندس دولة متخرج من جامعة باجي مختار عنابة ، شغل منصب رئيس مصلحة الشبكات المختلفة ببلدية الحجار لمدة ستة سنوات مما اتاح له الإطلاع على كيفية تسيير العديد من الملفات الإدارية المهمة، مما جعله يتولى منصب أمين عام لدائرة الحجار بجدارة خاصة و أنه من أبناء مدينة الحجار الغيورين.
بلال زعبالة من الإطارات التقنية البلدية الذين اثبتوا قدرات عالية في تسيير المجال الإداري بالتنسيق مع العديد من رؤساء الدوائر.